# Conioscinella perdita
Conioscinella perdita är en tvåvingeart som beskrevs av Malloch 1940. Conioscinella perdita ingår i släktet Conioscinella och familjen fritflugor. Inga underarter finns listade i Catalogue of Life.